# Guaymas
Guaymas là một đô thị thuộc bang Sonora, México. Năm 2005, dân số của đô thị này là 134153 người.

## Khí hậu
| Dữ liệu khí hậu của Guaymas              | Dữ liệu khí hậu của Guaymas | Dữ liệu khí hậu của Guaymas | Dữ liệu khí hậu của Guaymas | Dữ liệu khí hậu của Guaymas | Dữ liệu khí hậu của Guaymas | Dữ liệu khí hậu của Guaymas | Dữ liệu khí hậu của Guaymas | Dữ liệu khí hậu của Guaymas | Dữ liệu khí hậu của Guaymas | Dữ liệu khí hậu của Guaymas | Dữ liệu khí hậu của Guaymas | Dữ liệu khí hậu của Guaymas | Dữ liệu khí hậu của Guaymas |
| Tháng                                    | 1                           | 2                           | 3                           | 4                           | 5                           | 6                           | 7                           | 8                           | 9                           | 10                          | 11                          | 12                          | Năm                         |
| ---------------------------------------- | --------------------------- | --------------------------- | --------------------------- | --------------------------- | --------------------------- | --------------------------- | --------------------------- | --------------------------- | --------------------------- | --------------------------- | --------------------------- | --------------------------- | --------------------------- |
| Cao kỉ lục °C (°F)                       | 33.5 (92.3)                 | 36.6 (97.9)                 | 39.1 (102.4)                | 40.6 (105.1)                | 41.5 (106.7)                | 42.5 (108.5)                | 42.0 (107.6)                | 41.9 (107.4)                | 42.3 (108.1)                | 41.1 (106.0)                | 35.0 (95.0)                 | 32.5 (90.5)                 | 42.5 (108.5)                |
| Trung bình ngày tối đa °C (°F)           | 23.9 (75.0)                 | 24.6 (76.3)                 | 26.1 (79.0)                 | 28.5 (83.3)                 | 31.9 (89.4)                 | 34.2 (93.6)                 | 35.5 (95.9)                 | 35.4 (95.7)                 | 35.3 (95.5)                 | 32.5 (90.5)                 | 27.7 (81.9)                 | 24.0 (75.2)                 | 30.0 (86.0)                 |
| Trung bình ngày °C (°F)                  | 18.5 (65.3)                 | 19.3 (66.7)                 | 20.9 (69.6)                 | 23.4 (74.1)                 | 26.3 (79.3)                 | 29.5 (85.1)                 | 31.2 (88.2)                 | 31.2 (88.2)                 | 30.9 (87.6)                 | 27.8 (82.0)                 | 22.5 (72.5)                 | 19.2 (66.6)                 | 25.1 (77.2)                 |
| Tối thiểu trung bình ngày °C (°F)        | 13.7 (56.7)                 | 14.3 (57.7)                 | 15.6 (60.1)                 | 18.0 (64.4)                 | 20.9 (69.6)                 | 24.9 (76.8)                 | 27.6 (81.7)                 | 27.3 (81.1)                 | 27.0 (80.6)                 | 23.2 (73.8)                 | 17.9 (64.2)                 | 14.4 (57.9)                 | 20.4 (68.7)                 |
| Thấp kỉ lục °C (°F)                      | −1.5 (29.3)                 | −1.2 (29.8)                 | 4.6 (40.3)                  | 6.7 (44.1)                  | 10.5 (50.9)                 | 14.2 (57.6)                 | 10.5 (50.9)                 | 12.1 (53.8)                 | 14.7 (58.5)                 | 10.3 (50.5)                 | 4.0 (39.2)                  | 1.0 (33.8)                  | −1.5 (29.3)                 |
| Lượng Giáng thủy trung bình mm (inches)  | 15.2 (0.60)                 | 6.3 (0.25)                  | 2.9 (0.11)                  | 0.8 (0.03)                  | 1.9 (0.07)                  | 0.7 (0.03)                  | 46.1 (1.81)                 | 69.7 (2.74)                 | 35.0 (1.38)                 | 14.6 (0.57)                 | 10.3 (0.41)                 | 14.7 (0.58)                 | 218.2 (8.59)                |
| Số ngày giáng thủy trung bình (≥ 0.1 mm) | 2.20                        | 1.20                        | 0.92                        | 0.16                        | 0.25                        | 0.54                        | 5.95                        | 7.30                        | 3.21                        | 2.12                        | 1.33                        | 2.00                        | 27.18                       |
| Độ ẩm tương đối trung bình (%)           | 51                          | 47                          | 46                          | 43                          | 46                          | 55                          | 64                          | 66                          | 62                          | 53                          | 53                          | 51                          | 53                          |
| Số giờ nắng trung bình tháng             | 207.2                       | 216.1                       | 230.2                       | 251.8                       | 291.6                       | 302.4                       | 246.5                       | 241.2                       | 237.7                       | 253.7                       | 219.5                       | 200.4                       | 2.898,3                     |
| Nguồn 1: Colegio de Postgraduados        |                             |                             |                             |                             |                             |                             |                             |                             |                             |                             |                             |                             |                             |
| Nguồn 2: Servicio Meteorológico Nacional |                             |                             |                             |                             |                             |                             |                             |                             |                             |                             |                             |                             |                             |